# Musatjevo (distrikt i Bulgarien, Stara Zagora)
Musatjevo (bulgariska: Мусачево) är ett distrikt i Bulgarien.   Det ligger i kommunen Obsjtina Gălăbovo och regionen Stara Zagora, i den centrala delen av landet, 220 km öster om huvudstaden Sofia.
Trakten runt Musatjevo består till största delen av jordbruksmark. Runt Musatjevo är det ganska glesbefolkat, med 47 invånare per kvadratkilometer.